# Cabera variolaria
Cabera variolaria là một loài bướm đêm trong họ Geometridae.